# Гренландски тюлен
Гренландският тюлен (Pagophilus groenlandicus) е вид бозайник от семейство Същински тюлени (Phocidae).

## Разпространение и местообитание
Разпространен е в Гренландия, Исландия, Канада, Норвегия, Русия и Свалбард и Ян Майен.